# Héra
Héra (řecky Ἥρα) je nejvyšší starověká řecká bohyně a ochránkyně rodiny, patřící do olympské dvanáctky. Je sestrou a zároveň manželkou Dia a patronkou manželství a zrození. Její otec Kronos ji snědl z obavy před povstáním svých dětí.
Její kult dosáhl největšího rozmachu přibližně v letech 800 př. n. l. a trval až do všeobecného přijetí křesťanství. Její postavení je krajně netypické, zastupuje vlastně nejvyšší bohyni (ženské pohlaví), ale přitom její moc nikoli, stejně tak nám mýty ukazují Héru jako velmi rozporuplnou osobnost. V římském pantheonu je jejím protějškem bohyně Juno. 
Mezi její schopnosti patřilo měnit podobu a vidět do budoucnosti. Vládla mlhám, bouřím a bleskům. Říká se, že vládla i počasí jako takovému. Na starosti měla především manželství a tak se manželky modlily právě k ní. Byla velice žárlivá na svého manžela a jeho četné milenky. Podle všeho neměla smysl pro spravedlnost. Pronásledovala a trestala ženy, které se staly předmětem milostného vzplanutí jejího manžela a vládce všech bohů Dia, ačkoli v tomto ohledu byly často tyto ženy nevinnými oběťmi. Například nymfu Io musel Zeus proměnit v krávu, aby ji Héra nenašla. Když bohyně Létó čekala s Diem dítě, zakázala Héra všem ostrovům, aby jí dovolily zůstat a porodit na jejich půdě. Héra také proměnila nejkrásnější členku Artemidiny družiny Kallistó v mědvědici jen proto, že se do ní Zeus zamiloval.

## Božský původ a vztahy k ostatním bohům
Ze třetí generace bohů se Rheie a Kronovi narodila jako první. Její bratr Zeus se podle mýtu proměnil v kukačku, svedl ji a poté si ji vzal. Porodila mu syna Aréa, toho však ani jeden z nich, stejně jako ostatní Olympané, neměli příliš v lásce. Dalším Héřiným synem byl Héfaistos, ale podle některých pověstí ho Héra zplodila sama, natruc Diovým záletům. Někdy jsou také zmiňovány bohyně věčného mládí Hébé a Eileithýia, o jejichž otci také není zcela jasno. Mezi Héřiny vlastnosti rozhodně patřily pomstychtivost a žárlivost, které projevovala k ženám, se kterými ji Zeus podvedl, a i potomkům těchto manželových vzplanutí. Zvláště slavným se stalo její pronásledování Hérakla.

## Atributy, emblémové zvíře, zobrazení
Zobrazována byla jako důstojná a majestátní žena, dáma či matka. Jejím emblémovým zvířetem byla kráva, páv, někdy kukačka a jeřáb. Mezi její atributy patřilo žezlo, obětní oheň, obětní miska, krb či granátové jablko.

## Slavnosti
Héraia – novoroční slavnosti, kdy k jejímu chrámu přijížděli lidé na voze, taženém voly.
Ohňové slavnosti v Boiótii, které připomínaly obětování Plataei, Diovy milenky (slavnosti se konaly každé čtyři roky pod Olympem).

## Literární prameny
- Ilias, Theogonia